# 聖伊格納西奧 (智利)
36°32′S 72°26′W / 36.533°S 72.433°W

聖伊格納西奧（西班牙語：San Ignacio），是智利的城鎮，位於該國中部比奧比奧大區的紐布萊省，面積363.6平方公里，海拔高度132米，2012年人口15,566人，人口密度每平方公里43人。